# Musée de la révolution américaine
Le musée de la révolution américaine (en anglais : Museum of the American Revolution) est un musée de Philadelphie consacré à la révolution américaine, la période de changements politiques après 1763 dans les treize colonies britanniques d'Amérique du Nord qui ont donné lieu à la guerre d'indépendance des États-Unis contre la Grande-Bretagne.
Le musée a ouvert au public le 19 avril 2017, date anniversaire des batailles de Lexington et Concord en 1775.